# Magnus Kesster
Karl Olof Magnus Kesster, ursprungligen Kihlström, född 29 juli 1901 i Stockholm, död där 15 april 1975, var en svensk skådespelare.
Kesster scendebuterade 1918 i Norrköping. Han kom senare att engageras vid olika Stockholmsteatrar, bland annat av Kar de Mumma som revyskådespelare. Han filmdebuterade 1937 och kom att medverka i drygt 80 filmer. 
Kesster ligger begravd på Skogskyrkogården i Stockholm.

## Filmografi
- 1937 – Lyckliga Vestköping
- 1937 – Bleka greven
- 1938 – Den stora kärleken
- 1938 – Du gamla du fria
- 1938 – En kvinnas ansikte
- 1938 – På kryss med Albertina
- 1938 – Den stora kärleken
- 1938 – Med folket för fosterlandet
- 1938 – Goda vänner och trogna grannar
- 1938 – Herr Husassistenten
- 1939 – En enda natt
- 1939 – Oss baroner emellan
- 1939 – Melodin från Gamla Stan
- 1939 – Filmen om Emelie Högqvist
- 1939 – Efterlyst
- 1939 – Valfångare
- 1939 – Följ med till M.F.A.
- 1940 – Lillebror och jag
- 1940 – Stål
- 1941 – Dunungen
- 1941 – Gentlemannagangstern
- 1941 – Göranssons pojke
- 1941 – En fattig miljonär
- 1941 – Söderpojkar
- 1942 – Flickan i fönstret mitt emot
- 1942 – General von Döbeln
- 1942 – Sexlingar
- 1942 – Halta Lottas krog
- 1942 – Kvinnan tar befälet
- 1942 – Tre skojiga skojare
- 1943 – Det brinner en eld
- 1943 – En flicka för mej
- 1943 – En melodi om våren
- 1944 – På farliga vägar
- 1944 – Gröna hissen
- 1944 – Örnungar
- 1944 – Vår Herre luggar Johansson
- 1944 – Excellensen
- 1944 – Stopp! Tänk på något annat
- 1945 – Brott och Straff
- 1945 – Galgmannen
- 1945 – Hans Majestät får vänta
- 1945 – Rattens musketörer
- 1946 – Kärlek och störtlopp
- 1946 – Åsa-Hanna
- 1946 – Det regnar på vår kärlek
- 1946 – När ängarna blommar
- 1946 – Iris och löjtnantshjärta
- 1946 – Kristin kommenderar
- 1946 – Per Albin svarar – Välkomna till oss
- 1946 – Rötägg
- 1947 – Jag älskar dig, Karlsson!
- 1947 – Dynamit
- 1947 – Här kommer vi
- 1947 – Mästerdetektiven Blomkvist
- 1948 – Intill helvetets portar
- 1948 – Lilla Märta kommer tillbaka
- 1948 – Loffe på luffen
- 1948 – En man gör sitt val
- 1948 – På dessa skuldror
- 1949 – Havets son
- 1949 – Kvinna i vitt
- 1949 – Singoalla
- 1949 – Svenske ryttaren
- 1949 – Smeder på luffen
- 1950 – Sånt händer inte här
- 1950 – Loffe blir polis
- 1950 – Den vita katten
- 1950 – Två trappor över gården
- 1950 – Anderssonskans Kalle
- 1950 – Frökens första barn
- 1950 – Kanske en gentleman
- 1950 – Regementets ros
- 1950 – Kyssen på kryssen
- 1951 – Bärande hav
- 1951 – Livat på luckan
- 1951 – Skeppare i blåsväder
- 1951 – Det var en gång en sjöman
- 1951 – Poker
- 1952 – Hård klang
- 1952 – Säg det med blommor
- 1953 – Malin går hem
- 1953 – Vingslag i natten
- 1953 – Kungen av Dalarna
- 1953 – Sommaren med Monika
- 1953 – En skärgårdsnatt
- 1954 – Förtrollad vandring
- 1954 – Seger i mörker
- 1954 – Simon syndaren
- 1954 – Skattefria Andersson
- 1954 – Ung sommar
- 1956 – Flickan i frack
- 1956 – Rätten att älska
- 1957 – Lille Fridolf blir morfar

## Teater

### Roller (ej komplett)
| År   | Roll                | Produktion                                                                       | Regi                          | Teater                                               |
| ---- | ------------------- | -------------------------------------------------------------------------------- | ----------------------------- | ---------------------------------------------------- |
| 1924 | Prins Johan         | Gustav Vasa August Strindberg                                                    | Gunnar Klintberg              | Svenska teatern, Stockholm                           |
| 1935 | David Lindley       | Livets gyllene ögonblick Keith Winters                                           | Harry Roeck-Hansen            | Blancheteatern                                       |
| 1936 | Doktor Alan Stevens | Bättre mans barn Gertrude Friedberg                                              | Harry Roeck-Hansen            | Blancheteatern flyttad till Vasateatern              |
| 1936 | Henry Laurie        | Måste Emlyn Williams                                                             | Arthur Natorp                 | Blancheteatern                                       |
| 1936 | Su                  | En dotter av Kina Hsiung Shih-i                                                  | Johan Falck                   | Blancheteatern                                       |
| 1937 | Lord Birten         | Kunglighet Robert E. Sherwood                                                    | Harry Roeck-Hansen            | Blancheteatern                                       |
| 1937 | Petersen            | Hans första premiär Svend Rindom                                                 | Harry Roeck-Hansen            | Blancheteatern                                       |
| 1937 | Jim Harrocks        | Min son är min David Herbert Lawrence                                            | Harry Roeck-Hansen            | Blancheteatern                                       |
| 1937 |                     | Peter den store Paul Sarauw                                                      | Paul Sarauw                   | Södra Teatern                                        |
| 1938 |                     | Kärlek och cirkus Gideon Wahlberg                                                | Gideon Wahlberg               | Tantolundens friluftsteater                          |
| 1938 |                     | Stockholmsfilurer Gideon Wahlberg                                                | Gideon Wahlberg               | Odeonteatern, Stockholm                              |
| 1939 |                     | Luftman & C:o Gideon Wahlberg                                                    |                               | Odeonteatern, Stockholm                              |
| 1939 |                     | Friar'n från Kisa Sigge Fischer                                                  |                               | Odeonteatern, Stockholm                              |
| 1939 |                     | Kärlek och guldfeber Gideon Wahlberg                                             |                               | Tantolundens friluftsteater/ Odeonteatern, Stockholm |
| 1939 | Inkasseraren        | Katten i säcken Ladislaus Szilagyi och Michael Eisemann                          | Emanuel Gregers               | Vasateatern                                          |
| 1940 |                     | Café Glada Änkan Ernst Berge                                                     | Sigge Fürst                   | Vanadislundens friluftsteater                        |
| 1940 | Trock               | Grå gryning (Winterset) Maxwell Anderson                                         | Per-Axel Branner              | Nya Teatern                                          |
| 1940 | Bertrand de Mauret  | Eldprovet Henry Kistemaeker                                                      | Martha Lundholm               | Vasateatern                                          |
| 1940 | Dr Egil Rode        | Idag blir igår Martha Lundholm                                                   | Martha Lundholm               | Vasateatern                                          |
| 1941 | Kommissarien        | Nog lever farfar Paul Osborn                                                     | Olof Molander                 | Vasateatern                                          |
| 1941 | Felix               | Trötte Teodor Max Neal och Max Ferner                                            | Olof Molander                 | Vasateatern                                          |
| 1941 |                     | Solvallakungen Ernst Berge                                                       | Sigge Fürst                   | Vanadislundens friluftsteater                        |
| 1941 | Karl Gustav         | Christina August Strindberg                                                      | Per-Axel Branner              | Nya Teatern                                          |
| 1942 | Stewarden           | Tran (Oil) Eugene O'Neill                                                        | Per-Axel Branner              | Nya Teatern                                          |
| 1942 | Tokiga advokaten    | Stycken av ett mönster (Brudstykker af et mønster) Carl Erik Soya                | Per-Axel Branner              | Nya Teatern                                          |
| 1942 | Stevens             | Natten till den 17 januari (Night of January 16th) Ayn Rand                      | Per-Axel Branner              | Nya Teatern                                          |
| 1942 |                     | Sibyllan i 5:an Gideon Wahlberg                                                  | Gideon Wahlberg               | Tantolundens friluftsteater                          |
| 1943 | Krigsknekt 2        | Salome Oscar Wilde                                                               | Per-Axel Branner              | Nya Teatern                                          |
| 1943 | Major Swanson       | Raid i natt Terrence Rattigan                                                    | Per-Axel Branner              | Nya teatern                                          |
| 1943 | Sjamrajev           | Måsen (Чайка, Tjajka) Anton Tjechov                                              | Per-Axel Branner              | Nya Teatern                                          |
| 1944 | Baron               | Annie från Amörrika Sigge Fischer, Ch. Henry och Einar Molin                     | Sigge Fischer                 | Tantolundens friluftsteater                          |
| 1945 | Brudgummen          | Bröllop i Tanto Gideon Wahlberg                                                  | Gideon Wahlberg Werner Ohlson | Tantolundens friluftsteater                          |
| 1946 | Greven              | Cirkus hela da'n Gideon Wahlberg                                                 | Werner Ohlson                 | Tantolundens friluftsteater                          |
| 1947 | August              | Tänk om jag gifter mig med August Gideon Wahlberg och Werner Ohlson              | Werner Ohlson                 | Tantolundens friluftsteater                          |
| 1948 | Loiseau             | Fettpärlan Gösta Sjöberg                                                         | Harry Roeck-Hansen            | Blancheteatern                                       |
| 1950 | Medverkande         | Skyll er själva, revy Kar de Mumma                                               | Leif Amble-Næss               | Blancheteatern                                       |
| 1951 | Eriksson            | Swedenhielms Hjalmar Bergman                                                     | Harry Roeck-Hansen            | Blancheteatern                                       |
| 1952 | Phil Cook           | Come back Clifford Odets                                                         | Harry Roeck-Hansen            | Blancheteatern                                       |
| 1952 | Sam Jackson         | Familjens vita får (The White Sheep of the Family) L. du Garde Peach och Ian Hay | Per-Axel Branner              | Nya Teatern Folkparksturné                           |
| 1953 |                     | Skärgårdsflirt Gideon Wahlberg                                                   | Gösta Jonsson                 | Vanadislundens friluftsteater                        |
| 1954 |                     | Söderkåkar Gideon Wahlberg                                                       | Gösta Jonsson                 | Vanadislundens friluftsteater                        |
| 1955 |                     | Spela min källa Axel Strindberg                                                  | Kurt-Olof Sundström           | Ronneby brunn                                        |
| 1956 | Sidney Redlitch     | Häxlek John Van Druten                                                           | Per-Axel Branner              | Lisebergsteatern                                     |
| 1957 | Mr. Harper          | Janus Carolyn Green                                                              | Nanny Westerlund              | Lilla Teatern                                        |
| 1957 | Mr Beadsworth       | Luftombyte W. Somerset Maugham                                                   | Per-Axel Branner              | Lisebergsteatern                                     |
| 1957 |                     | Ett huvud kortare (La tête des autres) Marcel Aymé                               | Erling Schroeder              | Upsala-Gävle stadsteater                             |
| 1958 |                     | Koppla av! (You Can't Take It With You) George S. Kaufman och Moss Hart          | Lars Barringer                | Upsala-Gävle stadsteater                             |
| 1958 | Watkyn              | Kärande i piffig hatt Hugh och Margaret Williams                                 | Per-Axel Branner              | Lisebergsteatern                                     |
| 1958 |                     | Si jägarens öga Hans Hergin                                                      | Lars Barringer                | Upsala-Gävle stadsteater                             |
| 1960 |                     | Våran station Ingmar Billow och Stig Browall                                     | Ingmar Billow                 | Tantolundens friluftsteater                          |
| 1962 | Jake Latta          | Iguanans natt Tennessee Williams                                                 | Per Gerhard                   | Vasateatern                                          |

## Radioteater

### Roller
| År   | Roll            | Produktion                                    | Regi               |
| ---- | --------------- | --------------------------------------------- | ------------------ |
| 1954 | Mister Mascotte | Auktion Josef Briné och Nils Ferlin           | Lars Madsén        |
| 1955 | Emil Gunnarsson | Hillman och de tre ingenjörerna Folke Mellvig | Carl-Otto Sandgren |
| 1957 | Drängen         | Grönt för mord Folke Mellvig                  | Arne Mattsson      |